# Skummeslövs församling
Skummeslövs församling tillhör Göteborgs stift och Halmstads och Laholms kontrakt i Laholms kommun. Församlingen ingår i Laholms pastorat.

## Administrativ historik
Församlingen har medeltida ursprung.
Församlingen var till 1971 annexförsamling i pastoratet Östra Karup och Skummeslöv. Från 1972 är församlingen annexförsamling i pastoratet Laholm och Skummeslöv.

## Kyrkor
- Skummeslövs kyrka